# Recording the Universe
Recording the Universe es el nombre de una serie de conciertos del grupo inglés de música electrónica Depeche Mode, correspondientes a la gira Tour of the Universe realizada durante 2009-2010 con motivo de su álbum Sounds of the Universe de 2009, grabados y puestos a la venta en formato de doble CD, aunque sólo en ediciones limitadas y exclusivas, o bien como descargas de Internet.
Todos los conciertos disponibles en doble CD tienen una misma portada, igual como se hizo con la serie Recording the Angel.

## Descripción
Los conciertos fueron capturados por la empresa inglesa Live Here Now, productora del tour de DM, lo cual ya habían hecho en la anterior gira del grupo, Touring the Angel, con la serie Recording the Angel de la que a su vez toman propiamente el nombre para esta nueva serie. De Recording the Universe se lanzaron tan sólo 47 de los 102 conciertos realizados, poco menos de la mitad.
Los únicos conciertos de la gira grabados de manera profesional y puestos a la venta general, aparecen con el nombre Tour of the Universe: Barcelona 20/21.11.09, así como Concert for Teenage Cancer Trust que apareció también como descarga digital pero por separado, y no corresponden a ninguno de los capturados como Recording the Universe.

## Créditos
Durante toda la gira, Depeche Mode se presentó en escenarios como un quinteto, tal como en sus tres anteriores.
David Gahan - vocalista.
Martin Gore - segundo vocalista, guitarras eléctrica y acústica, sintetizador y segunda voz.
Andrew Fletcher - sintetizador.
Christian Eigner - batería.
Peter Gordeno - sintetizador y apoyo vocal.

## Conciertos lanzados

### Ramat Gan Stadium,Tel Aviv,Israel
Concierto celebrado el 10 de mayo de 2009. Como curiosidad, se realizó el día siguiente al cumpleaños 47 de David Gahan y le cantaron un Happy Birthday.
Listado de canciones
| Disco uno 1. In Chains 2. Wrong 3. Hole to Feed 4. Walking in My Shoes 5. It's No Good 6. A Question of Time 7. Precious 8. Fly on the Windscreen 9. Jezebel 10. A Question of Lust 11. Come Back 12. Peace | Disco dos 1. In Your Room 2. I Feel You 3. In Sympathy 4. Enjoy the Silence 5. Never Let Me Down Again 1. Happy Birthday Dave 6. Stripped 7. Master and Servant 8. Strangelove 9. Personal Jesus 10. Waiting for the Night |

### Zentralstadion,Leipzig,Alemania
Concierto celebrado el 8 de junio de 2009.
Listado de canciones
| Disco uno 1. In Chains 2. Wrong 3. Hole to Feed 4. Walking in My Shoes 5. It's No Good 6. A Question of Time 7. Precious 8. Fly on the Windscreen 9. Jezebel 10. A Question of Lust 11. Come Back 12. Peace | Disco dos 1. In Your Room 2. I Feel You 3. Policy of Truth 4. Enjoy the Silence 5. Never Let Me Down Again 6. Stripped 7. Master and Servant 8. Strangelove 9. Personal Jesus 10. Waiting for the Night |

### Olympiastadion,Berlín,Alemania
Concierto celebrado el 10 de junio de 2009.
Listado de canciones
| Disco uno 1. In Chains 2. Wrong 3. Hole to Feed 4. Walking in My Shoes 5. It's No Good 6. A Question of Time 7. Precious 8. Fly on the Windscreen 9. Jezebel 10. A Question of Lust 11. Come Back 12. Peace | Disco dos 1. In Your Room 2. I Feel You 3. Policy of Truth 4. Enjoy the Silence 5. Never Let Me Down Again 6. Stripped 7. Master and Servant 8. Strangelove 9. Personal Jesus 10. Waiting for the Night |

### Commerzbank-Arena,Fráncfort del Meno,Alemania
Concierto celebrado el 12 de junio de 2009.
Listado de canciones
| Disco uno 1. In Chains 2. Wrong 3. Hole to Feed 4. Walking in My Shoes 5. It's No Good 6. A Question of Time 7. Precious 8. Fly on the Windscreen 9. Jezebel 10. A Question of Lust 11. Come Back 12. Peace | Disco dos 1. In Your Room 2. I Feel You 3. Policy of Truth 4. Enjoy the Silence 5. Never Let Me Down Again 6. Stripped 7. Master and Servant 8. Strangelove 9. Personal Jesus 10. Waiting for the Night |

### Olympiastadion München,Múnich,Alemania
Concierto celebrado el 13 de junio de 2009.
Listado de canciones
| Disco uno 1. In Chains 2. Wrong 3. Hole to Feed 4. Walking in My Shoes 5. It's No Good 6. A Question of Time 7. Precious 8. Fly on the Windscreen 9. Jezebel 10. Home 11. Come Back 12. Peace | Disco dos 1. In Your Room 2. I Feel You 3. Policy of Truth 4. Enjoy the Silence 5. Never Let Me Down Again 6. Stripped 7. Master and Servant 8. Strangelove 9. Personal Jesus 10. Waiting for the Night |

### Stadio Olimpico,Roma,Italia
Concierto celebrado el 16 de junio de 2009.
Listado de canciones
| Disco uno 1. In Chains 2. Wrong 3. Hole to Feed 4. Walking in My Shoes 5. It's No Good 6. A Question of Time 7. Precious 8. Fly on the Windscreen 9. Little Soul 10. Home 11. Come Back 12. Peace | Disco dos 1. In Your Room 2. I Feel You 3. Policy of Truth 4. Enjoy the Silence 5. Never Let Me Down Again 6. Stripped 7. Master and Servant 8. Strangelove 9. Personal Jesus 10. Waiting for the Night |

### Stadio San Siro,Milán,Italia
Concierto celebrado el 18 de junio de 2009.
Listado de canciones
| Disco uno 1. In Chains 2. Wrong 3. Hole to Feed 4. Walking in My Shoes 5. It's No Good 6. A Question of Time 7. Precious 8. Fly on the Windscreen 9. Little Soul 10. Home 11. Come Back 12. Peace | Disco dos 1. In Your Room 2. I Feel You 3. Policy of Truth 4. Enjoy the Silence 5. Never Let Me Down Again 6. Stripped 7. Master and Servant 8. Strangelove 9. Personal Jesus 10. Waiting for the Night |

### TW Classic Festival, Werchter,Bélgica
Concierto celebrado el 20 de junio de 2009.
Listado de canciones
| Disco uno 1. In Chains 2. Wrong 3. Hole to Feed 4. Walking in My Shoes 5. It's No Good 6. A Question of Time 7. Precious 8. Fly on the Windscreen 9. Little Soul 10. Home 11. Come Back 12. Peace | Disco dos 1. In Your Room 2. I Feel You 3. Policy of Truth 4. Enjoy the Silence 5. Never Let Me Down Again 6. Stripped 7. Master and Servant 8. Strangelove 9. Personal Jesus 10. Waiting for the Night |

### Inter Stadium,Bratislava,Eslovaquia
Concierto celebrado el 22 de junio de 2009.
Listado de canciones
| Disco uno 1. In Chains 2. Wrong 3. Hole to Feed 4. Walking in My Shoes 5. It's No Good 6. A Question of Time 7. Precious 8. Fly on the Windscreen 9. Little Soul 10. Home 11. Come Back 12. Peace | Disco dos 1. In Your Room 2. I Feel You 3. Policy of Truth 4. Enjoy the Silence 5. Never Let Me Down Again 6. Stripped 7. Master and Servant 8. Strangelove 9. Personal Jesus 10. Waiting for the Night |

### Estadio Ferenc Puskás,Budapest,Hungría
Concierto celebrado el 23 de junio de 2009.
Listado de canciones
| Disco uno 1. In Chains 2. Wrong 3. Hole to Feed 4. Walking in My Shoes 5. It's No Good 6. A Question of Time 7. Precious 8. Fly on the Windscreen 9. Jezebel 10. A Question of Lust 11. Come Back 12. Peace | Disco dos 1. In Your Room 2. I Feel You 3. Policy of Truth 4. Enjoy the Silence 5. Never Let Me Down Again 6. Stripped 7. Master and Servant 8. Strangelove 9. Personal Jesus 10. Waiting for the Night |

### Slavia Stadium,Praga,República Checa
Concierto celebrado el 25 de junio de 2009.
Listado de canciones
| Disco uno 1. In Chains 2. Wrong 3. Hole to Feed 4. Walking in My Shoes 5. It's No Good 6. A Question of Time 7. Precious 8. Fly on the Windscreen 9. Little Soul 10. Home 11. Come Back 12. Peace | Disco dos 1. In Your Room 2. I Feel You 3. Policy of Truth 4. Enjoy the Silence 5. Never Let Me Down Again 6. Stripped 7. Master and Servant 8. Strangelove 9. Personal Jesus 10. Waiting for the Night |

### Stade de France,París,Francia
Concierto celebrado el 27 de junio de 2009.
Listado de canciones
| Disco dos 1. In Chains 2. Wrong 3. Hole to Feed 4. Walking in My Shoes 5. It's No Good 6. A Question of Time 7. Precious 8. Fly on the Windscreen 9. Little Soul 10. Home 11. Come Back 12. Peace | Disco dos 1. In Your Room 2. I Feel You 3. Policy of Truth 4. Enjoy the Silence 5. Never Let Me Down Again 6. Stripped 7. Master and Servant 8. Strangelove 9. Personal Jesus 10. Waiting for the Night |

### Zenith Amphitheatre,Nancy,Francia
Concierto celebrado el 28 de junio de 2009.
Listado de canciones
| Disco uno 1. In Chains 2. Wrong 3. Hole to Feed 4. Walking in My Shoes 5. It's No Good 6. A Question of Time 7. Precious 8. Fly on the Windscreen 9. Little Soul 10. Home 11. Come Back 12. Peace | Disco dos 1. In Your Room 2. I Feel You 3. Policy of Truth 4. Enjoy the Silence 5. Never Let Me Down Again 6. Stripped 7. Master and Servant 8. Strangelove 9. Personal Jesus 10. Waiting for the Night |

### Parken Stadium,Copenhague,Dinamarca
Concierto celebrado el 30 de junio de 2009.
Listado de canciones
| Disco uno 1. In Chains 2. Wrong 3. Hole to Feed 4. Walking in My Shoes 5. It's No Good 6. A Question of Time 7. Precious 8. Fly on the Windscreen 9. Little Soul 10. Home 11. Come Back 12. Peace | Disco dos 1. In Your Room 2. I Feel You 3. Policy of Truth 4. Enjoy the Silence 5. Never Let Me Down Again 6. Stripped 7. Master and Servant 8. Strangelove 9. Personal Jesus 10. Waiting for the Night |

### HSH Nordbank Arena,Hamburgo,Alemania
Concierto celebrado el 1 de julio de 2009.
Listado de canciones
| Disco uno 1. In Chains 2. Wrong 3. Hole to Feed 4. Walking in My Shoes 5. It's No Good 6. A Question of Time 7. Precious 8. Fly on the Windscreen 9. Little Soul 10. Home 11. Come Back 12. Peace | Disco dos 1. In Your Room 2. I Feel You 3. Policy of Truth 4. Enjoy the Silence 5. Never Let Me Down Again 6. Stripped 7. Master and Servant 8. Strangelove 9. Personal Jesus 10. Waiting for the Night |

### Arvika Festival, Arvika,Suecia
Concierto celebrado el 3 de julio de 2009.
Listado de canciones
| Disco uno 1. In Chains 2. Wrong 3. Hole to Feed 4. Walking in My Shoes 5. It's No Good 6. A Question of Time 7. Precious 8. Fly on the Windscreen 9. Home | Disco dos 1. Come Back 2. Peace 3. In Your Room 4. I Feel You 5. Enjoy the Silence 6. Never Let Me Down Again 7. Stripped 8. Personal Jesus |

### Esplanade Gambetta,Carcassonne,Francia
Concierto celebrado el 6 de julio de 2009.
Listado de canciones
| Disco uno 1. In Chains 2. Wrong 3. Hole to Feed 4. Walking in My Shoes 5. It's No Good 6. A Question of Time 7. Precious 8. Fly on the Windscreen 9. Little Soul 10. Home 11. Come Back 12. Peace | Disco dos 1. In Your Room 2. I Feel You 3. Policy of Truth 4. Enjoy the Silence 5. Never Let Me Down Again 6. Stripped 7. Master and Servant 8. Strangelove 9. Personal Jesus 10. Waiting for the Night |

### Estadio José Zorrilla,Valladolid,España
Concierto celebrado el 8 de julio de 2009.
Listado de canciones
| Disco uno 1. In Chains 2. Wrong 3. Hole to Feed 4. Walking in My Shoes 5. It's No Good 6. A Question of Time 7. Precious 8. Fly on the Windscreen 9. Little Soul 10. Home 11. Come Back 12. Peace | Disco dos 1. In Your Room 2. I Feel You 3. Policy of Truth 4. Enjoy the Silence 5. Never Let Me Down Again 6. Stripped 7. Master and Servant 8. Strangelove 9. Personal Jesus 10. Waiting for the Night |

### Bilbao BBK LiveFestival,Bilbao,España
Concierto celebrado el 9 de julio de 2009.
Listado de canciones
| Disco uno 1. In Chains 2. Wrong 3. Hole to Feed 4. Walking in My Shoes 5. It's No Good 6. A Question of Time 7. Precious 8. Fly on the Windscreen 9. Home | Disco dos 1. Come Back 2. Peace 3. In Your Room 4. I Feel You 5. Enjoy the Silence 6. Never Let Me Down Again 7. Stripped 8. Personal Jesus |

### Molson Amphitheater,Toronto,Canadá
Concierto celebrado el 24 de julio de 2009.
Listado de canciones
| Disco uno 1. In Chains 2. Wrong 3. Hole to Feed 4. Walking in My Shoes 5. It's No Good 6. A Question of Time 7. Precious 8. Fly on the Windscreen 9. Little Soul 10. Home 11. Come Back | Disco dos 1. Fragile Tension 2. In Your Room 3. I Feel You 4. Policy of Truth 5. Enjoy the Silence 6. Never Let Me Down Again 7. Stripped 8. Master and Servant 9. Strangelove 10. Personal Jesus 11. Waiting for the Night |

### Bell Centre,Montreal,Canadá
Concierto celebrado el 25 de julio de 2009.
Listado de canciones
| Disco uno 1. In Chains 2. Wrong 3. Hole to Feed 4. Walking in My Shoes 5. It's No Good 6. A Question of Time 7. Precious 8. Fly on the Windscreen 9. Little Soul 10. Home | Disco dos 1. Come Back 2. Policy of Truth 3. In Your Room 4. I Feel You 5. Enjoy the Silence 6. Never Let Me Down Again 7. Stripped 8. Master and Servant 9. Strangelove 10. Personal Jesus 11. Waiting for the Night |

### Nissan Pavillion,Washington D. C.,Estados Unidos
Concierto celebrado el 28 de julio de 2009.
Listado de canciones
| Disco uno 1. In Chains 2. Wrong 3. Hole to Feed 4. Walking in My Shoes 5. It's No Good 6. A Question of Time 7. Precious 8. Fly on the Windscreen 9. Little Soul 10. Home | Disco dos 1. Come Back 2. Policy of Truth 3. In Your Room 4. I Feel You 5. Enjoy the Silence 6. Never Let Me Down Again 7. Stripped 8. Master and Servant 9. Strangelove 10. Personal Jesus 11. Waiting for the Night |

### Comcast Center,Boston,Estados Unidos
Concierto celebrado el 31 de julio de 2009.
Listado de canciones
| Disco uno 1. In Chains 2. Wrong 3. Hole to Feed 4. Walking in My Shoes 5. It's No Good 6. A Question of Time 7. Precious 8. Fly on the Windscreen 9. Little Soul 10. Home | Disco dos 1. Come Back 2. Policy of Truth 3. In Your Room 4. I Feel You 5. Enjoy the Silence 6. Never Let Me Down Again 7. Stripped 8. Master and Servant 9. Strangelove 10. Personal Jesus |

### Borgata,Atlantic City, Estados Unidos
Concierto celebrado el 1 de agosto de 2009.
Listado de canciones
| Disco uno 1. In Chains 2. Wrong 3. Hole to Feed 4. Walking in My Shoes 5. It's No Good 6. A Question of Time 7. Precious 8. Fly on the Windscreen | Disco dos 1. Jezebel 2. A Question of Lust 3. Come Back 4. Policy of Truth 5. In Your Room 6. I Feel You 7. Enjoy the Silence 8. Never Let Me Down Again 9. Stripped 10. Personal Jesus |

### Key Arena,Seattle, Estados Unidos
Concierto celebrado el 10 de agosto de 2009.
Listado de canciones
| Disco uno 1. In Chains 2. Wrong 3. Hole to Feed 4. Walking in My Shoes 5. It's No Good 6. A Question of Time 7. Precious 8. Fly on the Windscreen 9. Jezebel 10. Home | Disco dos 1. Come Back 2. Policy of Truth 3. In Your Room 4. I Feel You 5. Enjoy the Silence 6. Never Let Me Down Again 7. Stripped 8. Master and Servant 9. Strangelove 10. Personal Jesus 11. Waiting for the Night |

### Honda Center,Anaheim, Estados Unidos
Concierto celebrado el 19 de agosto de 2009.
Listado de canciones
| Disco uno 1. In Chains 2. Wrong 3. Hole to Feed 4. Walking in My Shoes 5. It's No Good 6. A Question of Time 7. Precious 8. Fly on the Windscreen 9. Jezebel 10. Home | Disco dos 1. Come Back 2. Policy of Truth 3. In Your Room 4. I Feel You 5. Enjoy the Silence 6. Never Let Me Down Again 7. Somebody 8. Stripped 9. Behind the Wheel 10. Personal Jesus 11. Waiting for the Night |

### Pearl Concert Theater,Las Vegas, Estados Unidos
Concierto celebrado el 22 de agosto de 2009.
Listado de canciones
| Disco uno 1. In Chains 2. Wrong 3. Hole to Feed 4. Walking in My Shoes 5. It's No Good 6. A Question of Time 7. Precious 8. Fly on the Windscreen 9. Jezebel 10. A Question of Lust | Disco dos 1. Miles Away/The Truth is 2. Policy of Truth 3. In Your Room 4. I Feel You 5. Enjoy the Silence 6. Never Let Me Down Again 7. Shake the Disease 8. Stripped 9. Strangelove 10. Personal Jesus |

### US Air,Phoenix, Estados Unidos
Concierto celebrado el 23 de agosto de 2009.
Listado de canciones
| Disco uno 1. In Chains 2. Wrong 3. Hole to Feed 4. Walking in My Shoes 5. It's No Good 6. A Question of Time 7. Precious 8. Fly on the Windscreen 9. Little Soul 10. Home | Disco dos 1. Miles Away/The Truth is 2. Policy of Truth 3. In Your Room 4. I Feel You 5. Enjoy the Silence 6. Never Let Me Down Again 7. Somebody 8. Stripped 9. Behind the Wheel 10. Personal Jesus 11. Waiting for the Night |

### E Center,Salt Lake City, Estados Unidos
Concierto celebrado el 25 de agosto de 2009.
Listado de canciones
| 1. In Chains 2. Wrong 3. Hole to Feed 4. Walking in My Shoes 5. It's No Good 6. A Question of Time 7. Precious 8. Fly on the Windscreen 9. Jezebel 10. A Question of Lust | 1. Miles Away/The Truth is 2. Policy of Truth 3. In Your Room 4. I Feel You 5. Enjoy the Silence 6. Never Let Me Down Again 7. Shake the Disease 8. Stripped 9. Strangelove 10. Personal Jesus 11. Waiting for the Night |

### Red Rocks,Denver, Estados Unidos
Concierto celebrado el 27 de agosto de 2009.
Listado de canciones
| 1. In Chains 2. Wrong 3. Hole to Feed 4. Walking in My Shoes 5. It's No Good 6. A Question of Time 7. Precious 8. Fly on the Windscreen 9. Jezebel 10. Home | 1. Miles Away/The Truth is 2. Policy of Truth 3. In Your Room 4. I Feel You 5. Enjoy the Silence 6. Never Let Me Down Again 7. Somebody 8. Stripped 9. Behind the Wheel 10. Personal Jesus 11. Waiting for the Night |

### Superpages,Dallas, Estados Unidos
Concierto celebrado el 29 de agosto de 2009.
Listado de canciones
| Disco uno 1. In Chains 2. Wrong 3. Hole to Feed 4. Walking in My Shoes 5. It's No Good 6. A Question of Time 7. Precious 8. Fly on the Windscreen 9. Jezebel 10. Judas | Disco dos 1. Miles Away/The Truth is 2. Policy of Truth 3. In Your Room 4. I Feel You 5. Enjoy the Silence 6. Never Let Me Down Again 7. Somebody 8. Stripped 9. Behind the Wheel 10. Personal Jesus 11. Waiting for the Night |

### Woodlands Pavilion,Houston, Estados Unidos
Concierto celebrado el 30 de agosto de 2009.
Listado de canciones
| Disco uno 1. In Chains 2. Wrong 3. Hole to Feed 4. Walking in My Shoes 5. It's No Good 6. A Question of Time 7. Precious 8. Fly on the Windscreen 9. Little Soul 10. Home | Disco dos 1. Miles Away/The Truth is 2. Policy of Truth 3. In Your Room 4. I Feel You 5. Enjoy the Silence 6. Never Let Me Down Again 7. A Question of Lust 8. Stripped 9. Behind the Wheel 10. Personal Jesus 11. Waiting for the Night |

### Lakewood Amphitheater,Atlanta, Estados Unidos
Concierto celebrado el 1 de septiembre de 2009.
Listado de canciones
| Disco uno 1. In Chains 2. Wrong 3. Hole to Feed 4. Walking in My Shoes 5. It's No Good 6. A Question of Time 7. Precious 8. Fly on the Windscreen 9. Jezebel 10. Home | Disco dos 1. Miles Away/The Truth is 2. Policy of Truth 3. In Your Room 4. I Feel You 5. Enjoy the Silence 6. Never Let Me Down Again 7. Somebody 8. Stripped 9. Behind the Wheel 10. Personal Jesus 11. Waiting for the Night |

### Ford Amphitheater,Tampa, Estados Unidos
Concierto celebrado el 4 de septiembre de 2009.
Listado de canciones
| Disco uno 1. In Chains 2. Wrong 3. Hole to Feed 4. Walking in My Shoes 5. It's No Good 6. A Question of Time 7. Precious 8. Fly on the Windscreen 9. Jezebel 10. Home | Disco dos 1. Miles Away/The Truth is 2. Policy of Truth 3. In Your Room 4. I Feel You 5. Enjoy the Silence 6. Never Let Me Down Again 7. Somebody 8. Stripped 9. Behind the Wheel 10. Personal Jesus 11. Waiting for the Night |

### Bank Atlantic,Ft. Lauderdale, Estados Unidos
Concierto celebrado el 5 de septiembre de 2009.
Listado de canciones
| Disco uno 1. In Chains 2. Wrong 3. Hole to Feed 4. Walking in My Shoes 5. It's No Good 6. A Question of Time 7. Precious 8. Fly on the Windscreen 9. Little Soul 10. A Question of Lust | Disco dos 1. Miles Away/The Truth is 2. Policy of Truth 3. In Your Room 4. I Feel You 5. Enjoy the Silence 6. Never Let Me Down Again 7. Shake the Disease 8. Stripped 9. Behind the Wheel 10. Personal Jesus |

### Arena VFG,Guadalajara,México
Concierto celebrado el 1 de octubre de 2009.
Listado de canciones
| Disco uno 1. In Chains 2. Wrong 3. Hole to Feed 4. Walking in My Shoes 5. It's No Good 6. A Question of Time 7. Precious 8. Fly on the Windscreen 9. Jezebel 10. Home | Disco dos 1. Miles Away/The Truth is 2. Policy of Truth 3. In Your Room 4. I Feel You 5. Enjoy the Silence 6. Never Let Me Down Again 7. Somebody 8. Stripped 9. Behind the Wheel 10. Personal Jesus 11. Waiting for the Night |

### Foro Solde laCiudad de México
Concierto celebrado el 3 de octubre de 2009.
Listado de canciones
| Disco uno 1. In Chains 2. Wrong 3. Hole to Feed 4. Walking in My Shoes 5. It's No Good 6. A Question of Time 7. Precious 8. Fly on the Windscreen 9. Jezebel 10. Home | Disco dos 1. Miles Away/The Truth is 2. Policy of Truth 3. In Your Room 4. I Feel You 5. Enjoy the Silence 6. Never Let Me Down Again 7. Somebody 8. Stripped 9. Behind the Wheel 10. Personal Jesus 11. Waiting for the Night |

Concierto celebrado el 4 de octubre de 2009.
Listado de canciones
| Disco uno 1. In Chains 2. Wrong 3. Hole to Feed 4. Walking in My Shoes 5. It's No Good 6. A Question of Time 7. Precious 8. Fly on the Windscreen 9. Little Soul 10. A Question of Lust | Disco dos 1. Come Back 2. Policy of Truth 3. In Your Room 4. I Feel You 5. Enjoy the Silence 6. Never Let Me Down Again 7. Shake the Disease 8. Stripped 9. Behind the Wheel 10. Personal Jesus 11. Waiting for the Night |

### Arena Monterrey,Monterrey,México
Concierto celebrado el 6 de octubre de 2009.
Listado de canciones
| Disco uno 1. In Chains 2. Wrong 3. Hole to Feed 4. Walking in My Shoes 5. It's No Good 6. A Question of Time 7. Precious 8. Fly on the Windscreen 9. Jezebel 10. Home | Disco dos 1. Miles Away/The Truth is 2. Policy of Truth 3. In Your Room 4. I Feel You 5. Enjoy the Silence 6. Never Let Me Down Again 7. Somebody 8. Stripped 9. Behind the Wheel 10. Personal Jesus 11. Waiting for the Night |

### SECC,Glasgow,Escocia
Concierto celebrado el 12 de diciembre de 2009.
Listado de canciones
| Disco uno 1. In Chains 2. Wrong 3. Hole to Feed 4. Walking in My Shoes 5. It's No Good 6. A Question of Time 7. Precious 8. World in My Eyes 9. Insight 10. Home | Disco dos 1. Miles Away/The Truth is 2. Policy of Truth 3. In Your Room 4. I Feel You 5. Enjoy the Silence 6. Never Let Me Down Again 7. One Caress 8. Stripped 9. Behind the Wheel 10. Personal Jesus |

### LG Arena,Birmingham,Inglaterra
Concierto celebrado el 13 de diciembre de 2009.
Listado de canciones
| Disco uno 1. In Chains 2. Wrong 3. Hole to Feed 4. Walking in My Shoes 5. It's No Good 6. A Question of Time 7. Precious 8. World in My Eyes 9. Insight 10. Home | Disco dos 1. Miles Away/The Truth is 2. Policy of Truth 3. In Your Room 4. I Feel You 5. Enjoy the Silence 6. Never Let Me Down Again 7. Dressed in Black 8. Stripped 9. Behind the Wheel 10. Personal Jesus |

### O2 Arena,Londres,Inglaterra
Concierto celebrado el 15 de diciembre de 2009.
Listado de canciones
| Disco uno 1. In Chains 2. Wrong 3. Hole to Feed 4. Walking in My Shoes 5. It's No Good 6. A Question of Time 7. Precious 8. World in My Eyes 9. Insight 10. Home | Disco dos 1. Miles Away/The Truth is 2. Policy of Truth 3. In Your Room 4. I Feel You 5. Enjoy the Silence 6. Never Let Me Down Again 7. One Caress 8. Stripped 9. Behind the Wheel 10. Personal Jesus |

Concierto celebrado el 16 de diciembre de 2009.
Listado de canciones
| Disco uno 1. In Chains 2. Wrong 3. Hole to Feed 4. Walking in My Shoes 5. It's No Good 6. A Question of Time 7. Precious 8. World in My Eyes 9. Judas 10. Home | Disco dos 1. Miles Away/The Truth is 2. Policy of Truth 3. In Your Room 4. I Feel You 5. Enjoy the Silence 6. Never Let Me Down Again 7. Dressed in Black 8. Stripped 9. Behind the Wheel 10. Personal Jesus |

### MEN,Mánchester,Inglaterra
Concierto celebrado el 18 de diciembre de 2009.
Listado de canciones
| Disco uno 1. In Chains 2. Wrong 3. Hole to Feed 4. Walking in My Shoes 5. It's No Good 6. A Question of Time 7. Precious 8. World in My Eyes 9. Insight 10. Home | Disco dos 1. Miles Away/The Truth is 2. Policy of Truth 3. In Your Room 4. I Feel You 5. Enjoy the Silence 6. Never Let Me Down Again 7. One Caress 8. Stripped 9. Behind the Wheel 10. Personal Jesus |

### O2 Arena,Londres,Inglaterra
Concierto celebrado el 20 de febrero de 2010.
Listado de canciones
| Disco uno 1. In Chains 2. Wrong 3. Hole to Feed 4. Walking in My Shoes 5. It's No Good 6. A Question of Time 7. Precious 8. World in My Eyes 9. Freelove 10. Home | Disco dos 1. Miles Away/The Truth is 2. Policy of Truth 3. In Your Room 4. I Feel You 5. Enjoy the Silence 6. Never Let Me Down Again 7. A Question of Lust 8. Stripped 9. Behind the Wheel 10. Personal Jesus |

### LTU arena,Düsseldorf,Alemania
Concierto celebrado el 26 de febrero de 2010.
Listado de canciones
| Disco uno 1. In Chains 2. Wrong 3. Hole to Feed 4. Walking in My Shoes 5. It's No Good 6. A Question of Time 7. Precious 8. World in My Eyes 9. Insight 10. Home | Disco dos 1. Miles Away/The Truth is 2. Policy of Truth 3. In Your Room 4. I Feel You 5. Enjoy the Silence 6. Never Let Me Down Again 7. Dressed in Black 8. Stripped 9. Behind the Wheel 10. Personal Jesus |

Concierto celebrado el 27 de febrero de 2010.
Listado de canciones
| Disco uno 1. In Chains 2. Wrong 3. Hole to Feed 4. Walking in My Shoes 5. It's No Good 6. A Question of Time 7. Precious 8. World in My Eyes 9. One Caress 10. Home | Disco dos 1. Miles Away/The Truth is 2. Policy of Truth 3. In Your Room 4. I Feel You 5. Enjoy the Silence 6. Never Let Me Down Again 7. Somebody 8. Stripped 9. Photographic 10. Personal Jesus |